# Bright Automotive

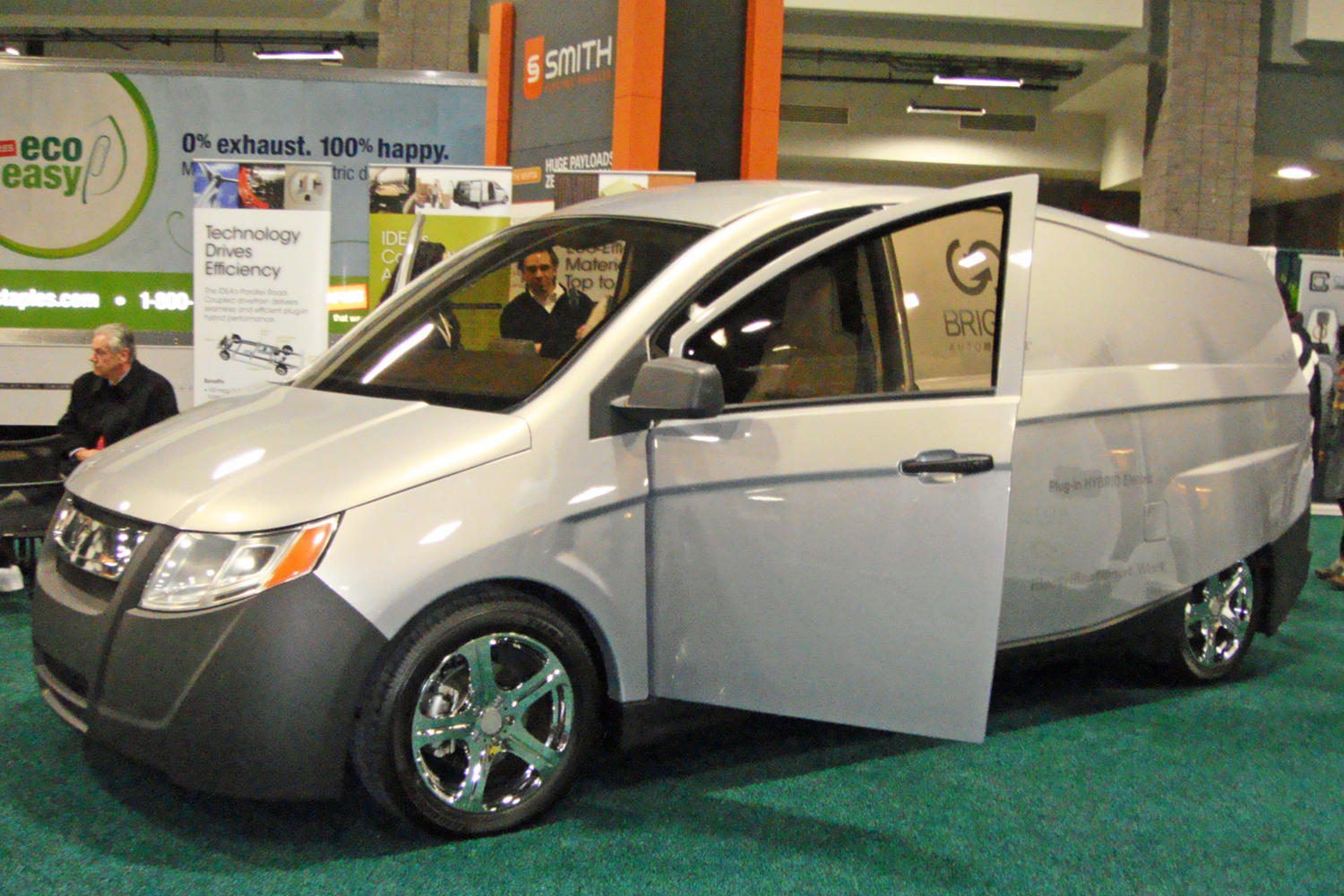
Bright Idea

Bright Automotive war ein Startup-Unternehmen des Rocky Mountain Institute, das ein Plug-in-Hybrid-Van namens Idea zur Serienreife entwickelte. Das Unternehmen, das von 2008 bis 2012 bestand, hatte seinen Sitz in Anderson im US-Bundesstaat Indiana. Bright wurde von Unternehmern gegründet, die Lösungen anbieten wollten, um die Herausforderungen im Zusammenhang mit der Luftverschmutzung, der globalen Erwärmung und der schwindenden Öl-Reserven zu bewältigen. Zu den Gründern zählte John Waters, der an der Entwicklung des Elektroautos EV1 beteiligt war. Der Idea mit einem angestrebten Verbrauch von 100 mpg (2,35 l/100 km) wurde nie in Serie gefertigt. Obwohl sich der US-Automobilhersteller General Motors an dem Unternehmen beteiligte, wurde die Firma im Februar 2012 und damit ein Jahr vor der angekündigten Serienfertigung aufgelöst.
Eines der auf Messen präsentierten Konzeptfahrzeuge wurde im Jahr 2023 vom Betreiber des YouTube-Kanals LedgitStreetCars für 1.500 US-Dollar erworben.